# 城镇体系
城镇体系（英語：Urban System），也称为城市体系或城市系统，是指在一个相对完整的区域或国家以中心城市为核心，由一系列不同等级规模、不同职能分工、相互密切联系的城镇组成的系统。这一概念在美国等国家被用于描述国家经济与国家地理，中国自1980年代开始将其应用于规划之中。

## 研究的起源
早在1920年代，包括德国地理学家克里司塔勒在内的地理学家、经济学家就对城镇群的问题进行了研究。1960年代，城镇体系首次作为独立概念，用于描述美国的国家经济和国家地理。而用于规划的实践，则是从1980年代开始在中国流行起来。

## 城镇体系的特性
城镇体系因其特殊的结构和系统性，具有整体性、层次性和动态性等性质。

### 整体性
城镇体系是由城镇、城镇间交通连廊和城镇间联系流、相互联系区域等多个要素按一定规律组合而成的有机整体。其中某一个组成要素的变化，都可能通过交互作用和反馈，影响整个城镇体系。例如，城镇体系中某一城镇的兴起或衰落，如深圳在珠三角城镇群的从小渔村到大都市的快速兴起；新的交通方式的引入，如京津冀城镇群中天津市第二港口——天津南港的开通和京津城际铁路的开通；中原城镇群的山西局部地区煤炭资源的枯竭，势必将引起起所在区域城镇体系的平衡有所反应。

### 层次性
城镇体系的系统由逐级子系统组成，各组成要素按其作用大小可以分成许多层级，如全国性的城镇体系由大区级、省区级体系组成，再下面还有地区级或地方级的体系。德国地理学家克里斯踏勒在研究城镇群众，提出了中心地理论来对城市进行层次划分。在中国大陆，中心城市由全球职能城市（国家中心城市）到区域中心城市，再到省区中心城市。因此，国家建设部以及地方规划部门在制订某一级城镇体系规划时要考虑到上下级体系之间的衔接。

### 动态性
城镇体系不仅作为一定时间内稳定的状态而存在，也随着时间而发生阶段性系统性的变动。因此，城镇体系规划需要不断地调整、修正和补充。

## 城镇体系规划的实践
城镇体系在西方国家主要被用于研究国家经济和国家地理，但少有用于规划和实践。城镇体系规划自1984年中国国务院颁布《中华人民共和国城市规划条例》以来，已经成为城乡规划的一种重要形式，由国家建设部负责编制地方各级规划部门。它旨在对一个特定的区域内合理进行城市的布局，配置区域基础设施，改善区域环境，确定不同层级城市的地位、性质和作用，协调城市之间的关系，以促进区域的合理发展。